# Kohlhammer Verlag
Die W. Kohlhammer GmbH, auch Kohlhammer Verlag, ist ein deutsches wissenschaftliches Verlagsunternehmen mit Sitz in Stuttgart. Die W. Kohlhammer GmbH hat sich daneben zu einem Verbund aus Handels-, Produktions- und Dienstleistungsunternehmen entwickelt und ist in den Bereichen Kommunikation, elektronische Medien, Datenhaltung und Druck tätig. Der Verlag gehört keinem Konzern oder größeren Verbund an, sondern ist eigentümergeführt.

## Geschichte

Porträt von Wilhelm Kohlhammer

Am 30. April 1866 erklärte Wilhelm Kohlhammer im Gewerbeänderungsprotokoll der Gemeinde Stuttgart, dass er die 1849 gegründete Druckerei und Badeanstalt seines verstorbenen Schwiegervaters Gottlob Carl Rümelin übernommen habe.
Die Druckerei, die Kohlhammer nun unter eigenem Namen betrieb, befand sich seit dem Jahr 1857 im hinteren Teil eines Geschäftshauses in der Stuttgarter Urbanstraße 14, wo der Verlag für 120 Jahre seinen Sitz hatte. Die mitübernommene Badeanstalt, das „Stuttgarter Neckarwasserbad“, arbeitete einträglich und verschaffte Kohlhammer bis zu ihrer Schließung im Jahr 1890 den finanziellen Rückhalt für den weiteren Ausbau der Druckerei sowie den Aufbau eines Verlages.
Die Konsolidierung der kleinen Druckerei mit bis zu acht Gehilfen verdankte Kohlhammer einer neuen Geschäftsidee. Seine Erfahrung als Notariatsassistent brachte ihn auf den Gedanken, für standardisierte Verwaltungsvorgänge Formulare herzustellen und dadurch nicht nur zeitraubende Schreibarbeit zu vermeiden, sondern auch einen Beitrag zur administrativen Rechtssicherheit zu leisten (Formularverlag).
Aus dem Geschäft mit Vordrucken entwickelte sich als weiterer Geschäftszweig die Herstellung von Gesetzestexten, Dienst- und Verwaltungsvorschriften für das Königreich Württemberg. In der Folgezeit entstand ein rechts- und staatswissenschaftlicher Verlag, der bis heute eine der tragenden Säulen des Unternehmens bildet. Bekannt wurde der Kohlhammer Verlag auch durch seine landesgeschichtlichen und landeskundlichen Fachveröffentlichungen.
Den Anstoß für den Aufbau einer theologischen und geisteswissenschaftlichen Abteilung gab die Dissertation des Vikars der Stiftskirche und späteren Professors für das Alte Testament an der Universität Leipzig, Rudolf Kittel. Einen weiteren Höhepunkt bildete die in den Jahren 1885 bis 1895 von dem Marburger Professor Karl Friedrich Geldner besorgte kritische Ausgabe der Avesta, die heiligen Bücher der Parsen, für deren Herstellung Kohlhammer angeblich eigens einen parsischen Priester nach Stuttgart holte, der beim Drucksatz der komplizierten Zeichen half und die Drucklegung überwachte. Im Laufe der Zeit kamen weitere Fachbereiche hinzu.
Um dem Publikum ein Sonntagsblatt anbieten zu können, gründete Kohlhammer 1872 das Neue Deutsche Familienblatt, das seit 1895 auf einer Rotationsdruckmaschine gedruckt wurde und in einer Auflage von 185.000 Exemplaren im Jahr 1914 erschien. Der Erfolg des Familienblattes veranlasste zum weiteren Ausbau der verlagseigenen Zeitschriftensparte, indem man 1882 die Verlagsrechte an der „Deutschen Feuerwehrzeitung“, die erstmals 5. Oktober 1860 erstmals erschien, erwarb. Schließlich wurde im Jahr 1888 noch der Schwabenkalender gegründet, der bis 2018 alljährlich als Schwäbischer Heimatkalender erschien.
Nach dem plötzlichen Tod des Verlagsgründers im Januar 1893 führte die Witwe Marie Kohlhammer (1850–1925), unterstützt von ihrem Bruder, die Geschäfte weiter, bis 1909 der Sohn Walter Kohlhammer (1879–1946) als Gesellschafter in die Firma eintrat und das Druck- und Verlagsunternehmen in der Folgezeit weiter ausbaute.

## Kohlhammer Urban-Taschenbücher
Innerhalb des Kohlhammer-Wissenschaftsprogramms bilden die Urban-Taschenbücher eine bekannte wissenschaftliche Taschenbuchreihe in den Fächern Geschichte, Psychologie, Pädagogik, Theologie und Philosophie.
Sie wurde im Jahr 1953 als erste wissenschaftliche Taschenbuchreihe auf dem deutschen Markt gegründet. Die Idee der Urban-Bücher geht zurück auf den Heidelberger Historiker Fritz Ernst, der  Anfang der 1950er Jahre als Autor und Herausgeber der Zeitschrift Die Welt als Geschichte den Verlag in der Stuttgarter Urbanstraße besuchte. Im Verlauf eines Gespräches mit dem Verleger kristallisierte sich der Gedanke einer neuen wissenschaftlichen Taschenbuchreihe heraus, für die der Name Urbanbücher gewählt wurde, zum einen, weil sie ihren Ausgang von der Urbanstraße nahm, zum anderen, weil die übertragene Bedeutung von urban im Sinne von Bildung und Weltgewandtheit für Ziel und Aufgabe der neuen Reihe richtungweisend sein sollte.
In der Reihe der Urban-Taschenbücher, die mehrere hundert Titel umfasst, erscheinen Einführungen in wissenschaftliche Teilgebiete, kompakte Monografien sowie kurzgefasste Biografien über historische Persönlichkeiten und Darstellungen zu historischen Völkern und Dynastien. Sie richten sich insbesondere, aber keineswegs ausschließlich, an Studierende und an interessierte Laien: Trotz des auf meist 200–300 Seiten begrenzten Umfanges haben mehrere Bände den Rang von Standardwerken zu ihrem jeweiligen Thema inne und werden immer wieder neu aufgelegt. In jüngerer Zeit sind die Bände zumeist auch mit Endnoten versehen. Seit 2017 erscheinen die Urban-Taschenbücher in einem neuen Format; statt wie zuvor jahrzehntelang in Gelb-Orange sind die Umschläge seither in Blau gehalten.

## Struktur

### Fachbereiche des Verlages
- Geschichte
- Politikwissenschaft
- Literatur- und Sprachwissenschaften
- Jura
- Theologie
- Religionswissenschaft und -geschichte
- Philosophie
- Kulturwissenschaften
- Sozialwissenschaften
- Wirtschaftswissenschaften
- Medizin
- Pflege und Krankenhaus
- Landesgeschichte (insbesondere Baden-Württemberg)
- Psychologie
- Pädagogik
- Soziale Arbeit
- Brandschutz und Feuerwehr (Die Roten Hefte)
- Verwaltung

### Ehemalige Fachbereiche
- Architektur

### Unternehmensverbund
Zum Verbund der Verlagsunternehmen gehören heute die folgenden Unternehmen:
- Verlag W. Kohlhammer, Stuttgart
- W. Kohlhammer Compunication GmbH, Stuttgart
- W. Kohlhammer Druckerei GmbH + Co. KG, Stuttgart
- W. Kohlhammer Medien GmbH + Co. KG, Stuttgart
- Dienst am Buch Vertriebsgesellschaft mbH, Stuttgart
- Deutscher Gemeindeverlag GmbH (Öffentliche Verwaltung), Stuttgart
- Verlag für Architektur und Bauwesen
- Verlag für Ärzte
- Verlag für Krankenhaus und Pflege
- Verlag für Schulen
- Verlagsvertrieb Stuttgart GmbH

### Ehemalige Unternehmensverbunde
- Druckerei Kohlhammer und Wallishauser GmbH
- Data Images GmbH

## Publikationen
- Verlag W. Kohlhammer (Hrsg.): Hundert Jahre Kohlhammer 1866–1966. Kohlhammer, Stuttgart 1966.